# Hohenackeria
Hohenackeria es originaria de Georgia y Azerbaiyán.
Algunos autores lo consideran un sinónimo del género Bupleurum

## Taxonomía
fue descrita por (Steven) Grande y publicado en Bulletino dell' Orto Botanico della Regia Università de Napoli 8: 73. 1926.
Sinonimia
- Fedia acaulis Steven
- Fedia exscapa Roem. & Schult.
- Hohenackeria bupleurifolia Fisch. & C.A.Mey.
- Valerianella exscapa Steven[4]